# L'Onze de Setembre de 1714
|  | Per a altres significats, vegeu «11 de setembre de 1714». |

L'Onze de Setembre de 1714 és un quadre del pintor català Antoni Estruch i Bros (1873-1957), realitzat l'any 1909, que es troba exposat al vestíbul de l'antiga seu de Caixa Sabadell (actual Espai Cultura de la Fundació Sabadell 1859) a Sabadell. És propietat de la mateixa Fundació Sabadell 1859 i es tracta d'una de les obres més representatives de la derrota del 1714.

## Composició
En el quadre s'interpreta el moment que el conseller en cap de Barcelona Rafael Casanova cau ferit de bala a la cuixa durant el setge de Barcelona en defensa del baluard de Portal Nou de la ciutat, enarborant la bandera de Santa Eulàlia. Al voltant de l'estendard es poden veure membres de la Coronela (la milícia urbana de Barcelona) i soldats professionals que combaten contra les tropes borbòniques. Acompanyant Casanova hi ha Joan de Lanuza i d'Oms (Comte de Plasencia i protector del braç militar català) i Josep Bellver i Balaguer (comandant de la plaça per ordre del Consell de Cent).
En el paisatge que es veu al fons de l'obra es distingeixen alguns edificis de la Barcelona de l'època com, per exemple, els campanars de Sant Pere de les Puel·les, Santa Caterina, Santa Maria del Mar i Santa Maria del Pi, des de la perspectiva del baluard de Sant Pere.
La iconografia d'aquesta pintura d'Estruch està inspirada en el monument a Rafael Casanova, escultura creada per l'artista Rossend Nobas a finals del segle xix, i el relat històric es basa en el llibre Fin de la nación catalana de Salvador Sanpere (1905) que, al seu torn, es basa en les Narraciones históricas de Francesc de Castellví i Obando sobre la Guerra de Successió Espanyola.

## Història
L'obra, pintada el 1909, es conegué inicialment com La mort d'en Casanoves, ja que encara es creia que Rafael Casanova havia mort durant el setge de Barcelona; era un moment de gran convulsió política (el 1909 tingué lloc la Setmana Tràgica). Es va exposar per primer cop a la Sala Parés de Barcelona el mateix 1909. El 12 de novembre de 1923, l'obra passà a ser propietat de la Fundació Antiga Caixa Sabadell per saldar un crèdit d'Estruch per viatjar a l'Argentina. Es presentà per primera vegada a la Sala Parés de Barcelona el mateix 1909.
El 2014 l'obra va ser retirada del seu emplaçament per ser restaurada per part del Centre de Restauració de Béns Mobles de Catalunya, i exposada temporalment al Museu d'Història de Catalunya amb motiu del Tricentenari del 1714, entre el 6 i l'11 de setembre de 2014, com a centre de l'exposició 300 onzes de setembre.